# Parafia św. Wojciecha i św. Stanisława w Dąbrowicach
Parafia Świętego Wojciecha i Świętego Stanisława w Dąbrowicach – rzymskokatolicka parafia należąca do dekanatu Krośniewice w diecezji łowickiej. Erygowana w 1507.
Na obszarze parafii leżą miejscowości: Augustopol, Baby Nowe, Baby Stare, Dąbrowice, Działy, Dzięgost, Iwiny, Liliopol, Majdany, Mariopol, Piotrowo, Rozopol, Witawa, Zgórze i Żakowiec.